# Anne Marguerite Gabrielle de Beauvau-Craon

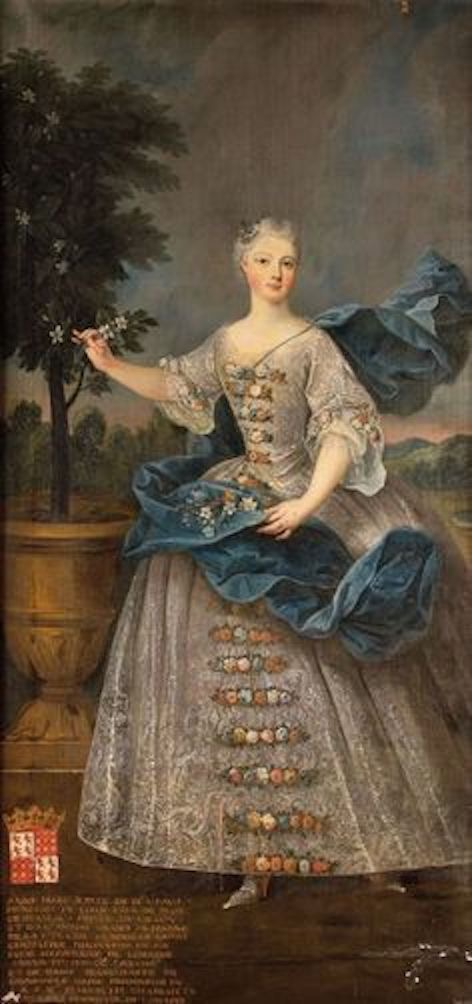
Pierre Gobert, Porträt von Anne Marguerite im Jahr 1730 als Princesse de Lixheim

Anne Marguerite Gabrielle de Beauvau-Craon (* 27. April 1707 in Lunéville; † 12. März 1792 in Brüssel), Princesse de Lixheim, Duchesse de Mirepoix, war eine lothringische Adlige, die unter dem Namen Maréchale-Duchesse de Mirepoix als Freundin Ludwigs XV. und seiner Mätressen Ludwigs XV., Madame de Pompadour und Madame du Barry, bekannt ist.

## Leben
Sie war die zweite Tochter von Marc de Beauvau (1676–1754), (1712) Marquis de Craon, (1722) Reichsfürst von Beauvau und Craon, und Anne Marguerite de Lignéville (1686–1772). Ihre Mutter war die Mätresse des Herzogs Leopold I. von Lothringen, und Anne-Marguerite wurde als Tochter des Herzogs angesehen. Sie ist die Schwester der Marquise de Boufflers (1711–1787), genannte „Dame de Volupté“, die die Mätresse von Stanislas Leszczyński, König von Polen und Herzog von Lothringen, und die Geliebte des Dichters Saint-Lambert war.
Am 10. August 1721 wurde sie im Alter von 14 Jahren in Lunéville mit Jacques-Henri de Lorraine, Prince de Lixheim verheiratet. Die Ehe dauerte nur 13 Jahre, da der Fürst am 2. Juni 1734 offiziell bei der Belagerung von Philippsburg fiel, tatsächlich aber vom Duc de Richelieu im Duell getötet wurde. Sie hatten keine Kinder.
Am 3. Januar 1739, im Alter von 31 Jahren, heiratete sie in zweiter Ehe, ebenfalls in Lunéville, Gaston Pierre Charles de Lévis, Marquis de Mirepoix und Marschall von La Foi (ein Titel, den die Levis seit dem 12. Jahrhundert aufgrund ihrer Teilnahme am Albigenserkreuzzug trugen) heiratete.
Ihr Ehemann wurde am 24. September 1751 zum Duc de Mirepoix erhoben, sie selbst im August 1753 zur Dame du Palais de la Reine gemacht. Der Herzog wurde 1755 zum Lieutenant-général und Gouverneur des Vivarais und des Velay, der Diözese Uzès und der Provinz Languedoc ernannt und am 24. Februar 1757 von Ludwig XV. zum Marschall von Frankreich gemacht. Er starb am 24. September 1757 in Montpellier und hinterließ seine Frau zum zweiten Mal als Witwe. Auch aus dieser Verbindung wurden keine Kinder geboren.
Die Maréchale de Mirepoix war eine Symbolfigur der Herrschaft Ludwigs XV. Sie verkehrte am Hof, führte einen aufwändigen Lebensstil, zeichnete sich durch ihren Geist, ihre Freundlichkeit, ihre Unabhängigkeit aus und fiel durch ihre überbordenden Ausgaben auf: sie hielt ihren Tisch frei und setzte ein Vermögen beim Glücksspiel ein. Als persönliche Freundin Ludwigs XV. erlangte sie durch ihr freundschaftliches Verhalten gegenüber seinen Mätressen eine bevorzugte Stellung am Hof, was ihr die Dankbarkeit des Königs und damit viele Vorteile einbrachte, aber auch einen schlechten Ruf in den Kreisen, die den Ehebruch des Königs missbilligten. Als Madame du Barry 1769 als offizielle Mätresse des Königs am Hof vorgestellt und sie wegen ihrer Vergangenheit als Prostituierte zunächst boykottiert wurde, ernannte der König acht adlige Frauen, die du Barry am Hof als deren Begleiterinnen integrieren sollten, und Mirepoix gehörte zu diesen Frauen, die Soupeuse genannt wurden, weil sie an den Abendessen des Königs und von du Barry teilnahmen. Dies brachte die Maréchale de Mirepoix in einigen Kreisen des Hofes in Verruf, und es wurde behauptet, dass sie dies nur tun konnte, weil ihr Ruf bereits so schlecht war, dass sie nichts mehr zu verlieren hatte.
Im Alter von 82 Jahren, als die Französische Revolution ausbrach, ging sie ins Exil und starb 1792 im Alter von 85 Jahren in Brüssel.